# إغناطيوس بطرس الرابع
مار إغناطيوس بطرس الرابع (1798 – 8 أكتوبر 1894)، كان بطريرك أنطاكية ورئيس الكنيسة السريانية الأرثوذكسية من عام 1872 حتى وفاته عام 1894. يعتبره الكثيرون مهندس الكنيسة الحديثة.

## النشأة
وُلد بطرس في مدينة الموصل عام 1798 لعائلة مسيحية معروفة وقضى طفولته في دير الزعفران، حيث أصبح لاحقاً راهباً وسيم كاهناً أيضاً. في عام 1846، عُيّن بطرس من قِبل البطريرك إغناطيوس إلياس الثاني أسقفاً لدمشق واتخذ اسم يوليوس.

## الأسقفية
بصفته أسقف، انخرط بطرس ونجح في نزاع مع الكنيسة السريانية الكاثوليكية حول ملكية العديد من الكنائس والأديرة القديمة داخل أبرشيته، ونتيجة لذلك استعاد الكثير من الكنيسة السريانية الأرثوذكسية.
في وقت وفاة إغناطيوس يعقوب الثاني، عام 1871، كان بطرس يقيم في القسطنطينية ولم يتمكن من السفر إلى ماردين للانتخابات البطريركية. لكن المجمع انتخبه بالإجماع بطريركاً. في البداية رفض المنصب، ولكن في ظل الإقناع المستمر، تم تكريس بطرس بطريركاً في 16 يونيو 1872 في دير الزعفران، حيث اتخذ الاسم البطريركي إغناطيوس.

## بطريرك أنطاكية
بعد فترة وجيزة من توليه البطريرك، قام بطرس بتجديد دير الزعفران ورسم عبد الله صطوف مطرانًا للقدس تحت اسم غريغوريوس. في عام 1873، انتقل إلى القسطنطينية حيث اعترفت به الحكومة العثمانية بصفته بطريركاً رسمياً للسريان الأرثوذكس وحصل على الحقوق المناسبة.

### الكنيسة في الهند
أثناء إقامته في القسطنطينية، تلقى البطريرك رسالة من بوليكوتيل مور ديونيسيوس وإدافازيكال فيليبوس كوريبيسكوبوس يطلبان المساعدة في حل المشاكل التي تسبب بها المطران أثناسيوس، الذي كان قد تم إيقافه بالفعل من قِبل كل من إغناطيوس إلياس الثاني وإغناطيوس يعقوب الثاني لإجراء إصلاح أنجليكاني لكنيسة مالانكارا الأرثوذكسية السريانية.
بعد التشاور مع العديد من المطارنة، غادر البطريرك والأسقف غريغوريوس عبد الله صطوف القسطنطينية في 24 أغسطس 1874 إلى بريطانيا لمناقشة المسألة مع الحكومة البريطانية. عند وصولهم في سبتمبر، التقوا بمسؤولي الحكومة البريطانية وناشدوا روبرت سيسل، وزير الدولة لشؤون الهند في ذلك الوقت. استُقبل بطرس في البداية بعدوانية من أرشيبالد كامبل تايت، رئيس أساقفة كانتربيري، الذي تلقى كلمة من الأساقفة البروتستانت في الهند بأن أثناسيوس يستحق دعم كنيسة إنجلترا.
ومع ذلك، أثار البطريرك إعجاب الجمهور البريطاني بمعرفته بالكتاب المقدس، ونتيجة لذلك عقد لقاء مع الملكة فيكتوريا وطلبت الحكومة البريطانية من حاكم رئاسة مدراس النظر في قضيته. أيضًا، أثناء إقامته في بريطانيا، رتب بطرس لإرسال مطبعة إلى دير مور الزعفران. في أبريل 1875، أبحر البطريرك والمطران إلى الهند عبر مصر ووصلوا إلى مومباي في مايو. التقيا بوليكوتيل مار ديونيسيوس في يونيو في مدينة بونه وسافروا من هناك إلى تشيناي لمقابلة الحاكم لإقناعه بقضيتهم. بعد لقائه مع الحاكم، وافق على مساعدته وسرعان ما غادر البطريرك إلى مالابار مرة أخرى.
في مارس 1876، ألغت ترافنكور رعاية الدولة لـ CMS وصدر مرسوم يتنصل من حق الدولة في التدخل في شؤون الكنيسة. في تموز، عقد البطريرك أول سينودس مولانثوروثي الذي اتخذ العديد من القرارات التنظيمية والإدارية. الترتيبات الرئيسية كانت:
- تشكيل لجنة جمعية مالانكارا المسيحية السريانية وهي هيئة تمثيلية لكنيسة مالانكارا السريانية وتتألف من 24 عضواً منتخباُ وبالتالي إدخال نظام ديمقراطي للإدارة.
- تقسيم كنيسة مالانكارا إلى ستة أبرشيات ورُسم مطران لكل أبرشية.

### العودة إلى سوريا
في مايو 1877، غادر البطريرك الهند وزار كنائس مصر قبل وصوله إلى القدس وسافر إلى القسطنطينية حيث أسس كنيسة جديدة باسم السيدة العذراء. عاد بعد ذلك إلى دير الزعفران حيث أقام لسنواته المتبقية. توفي البطريرك في 8 أكتوبر 1894 في ماردين ودُفن في بيت قاديش.